# 琴平急行電鉄線
琴平急行電鉄線（ことひらきゅうこうでんてつせん）は、琴平急行電鉄（琴急）が、1930年（昭和5年）から1944年（昭和19年）にかけて運営していた鉄道路線である。なお、運営会社の琴平急行電鉄は路線休止後の1948年（昭和23年）に琴平参宮電鉄（琴参）に吸収合併された。

## 概要
本路線は金刀比羅宮への参詣路線としては最後に開業した路線である。起点である坂出は、当時隣の丸亀と並んで本州と四国をつなぐ重要な港町であり、そこから古くより参拝者が多く訪れる金刀比羅宮への参宮路線の敷設は、多くの需要が見込めると考えられた。
しかし、同区間を結ぶ鉄道路線としては、既に琴平参宮電鉄（路面電車）の坂出線・琴平線（1963年（昭和38年）に廃止）が存在していた。さらには鉄道省（後の国鉄）予讃本線支線（現・四国旅客鉄道（JR四国）土讃線）や琴平電鉄（現・高松琴平電気鉄道琴平線）が、この地域の中核都市であり宇高連絡船の発着する高松市から琴平まで路線を先に延ばしていた。そのため、本路線を含め計4社の路線が琴平への輸送を争うような事態になり、さらに香川県の各地から琴平へはバスも多く運行されていたことから、当時の人口からしても明らかな過当競争路線であった。その上沿線は人口希薄地帯であり、営業は不振が続いた。
また当時、大阪・神戸から瀬戸内海地方へ向かう大阪商船など、関西と四国を結ぶ重要な交通手段であった航路は坂出ではなく高松・多度津に寄港しており、それらの地域から列車・電車を出している鉄道省土讃線・琴平電鉄・琴平参宮電鉄（多度津線）に対抗し得なかったことも、本路線の苦戦につながった。
なお社名の「急行」は、路面電車の琴平参宮電鉄や汽車の土讃線に比べて速いという意味であり、実際には全列車が各駅停車であった。
営業成績そのものは1940年（昭和15年）を境に改善の兆しを見せ、1942年（昭和17年）には単年度収支で黒字を計上するまでになった。しかし、前述のように本路線は土讃線や琴平参宮電鉄線との完全な並行路線であったことから、太平洋戦争激化に伴い1944年（昭和19年）1月に不要不急路線に指定され、各種設備を供出し営業を休止した。琴参合併後も路線免許は保持されていたが、1954年（昭和29年）9月に廃止申請がなされ、名実ともに廃止となった。なおバス事業を兼営していた。

### 路線データ
- 路線距離：坂出駅 - 琴急琴平駅間15.7km（琴参電鉄は丸亀経由のため同区間は20.6km、国鉄は多度津経由のため22.3km）
- 軌間：1067mm
- 電化区間：全線（直流電化）
  - 高柳変電所、回転変流機（交流側445V直流側600V）直流側の出力250KW、常用1、予備1、製造所日立製作所[2]
- 複線区間：なし（全線単線）

上記は営業休止直前のデータである。

## 運行概要
- 1930年（昭和5年）10月1日改正時
  - 運行本数：5時50分 - 22時30分の間おおむね25分間隔（琴参電鉄は日中15分・夜間30分間隔、国鉄は16往復）
  - 所要時間：全線41分（当時同区間を琴参電鉄では1時間10分、国鉄線は49 - 54分）
- 1941年（昭和16年）8月1日改正時
  - 運行本数：6時から23時台まで終日30分間隔（琴参電鉄は20分間隔、国鉄は18往復）
  - 所要時間：全線36分（琴参電鉄は1時間3分、国鉄線は37 - 43分）

## 歴史

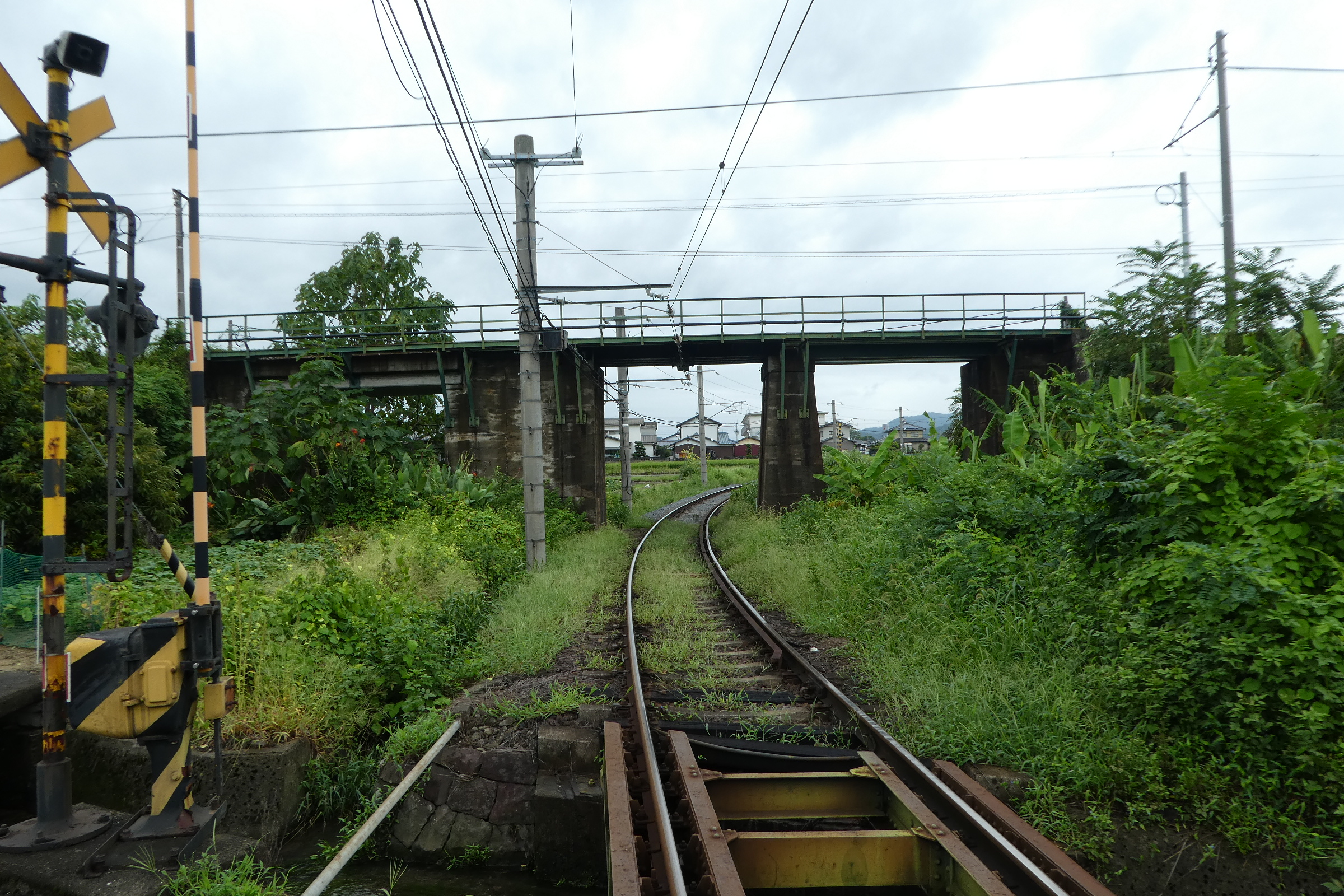
JR土讃線との立体交差部。高架がJR土讃線。高架下の線路は琴電琴平線。右側のスペースは琴電の複線化用地。左側が琴平急行線が走っていたスペース。

- 1926年（大正15年）12月16日 鉄道免許状下付（綾歌郡坂出町-仲多度郡琴平町、綾歌郡法動寺村-同郡栗熊村間）[3]。
- 1928年（昭和3年）10月30日 琴平急行電鉄株式会社設立[4]
- 1930年（昭和5年）4月7日 - 坂出 - 電鉄琴平間開業[5]。
- 1934年（昭和9年）3月29日鉄道免許失効（綾歌郡坂出町地内 工事施行認可申請期限超過）[6]。
- 1935年（昭和10年）5月16日 鉄道免許取消（綾歌郡飯野村-同郡栗熊村間 工事竣功期限超過）[7]。
- 1940-42年 - 電鉄琴平駅を琴急琴平駅に改称[8][9]
- 1942年（昭和17年）4月 - 省線、琴平電鉄、琴平参宮電鉄、讃岐電鉄、高松電軌にて鉄道軌道連絡運輸協定が締結され特定区間において共通料金/共通乗車券での利用か可能となる[10][9]。
- 1944年（昭和19年）1月 - 不要不急線として休止。
- 1948年（昭和23年）7月1日 - 会社が琴平参宮電鉄に合併される。
- 1954年（昭和29年）9月30日 - 旧琴平急行電鉄線を正式に廃止[11][12]。

## 駅一覧
休線時（1944年1月時点）
坂出 - 女学校前 - 川津 - 津ノ郷 - 池ノ下 - 讃岐富士 - 讃岐飯野 - 川西 - 郡家 - 垂水 - 妙見 - 公文 - 高篠 - 榎井 - 琴急琴平
坂出駅は、当初「坂出駅前」と称した。また榎井駅は高松琴平電気鉄道の榎井駅とは別駅。琴急琴平駅は、琴平参宮電鉄琴参琴平駅と高松琴平電気鉄道琴電琴平駅の間（金倉川沿い、現・琴平郵便局）にあった。
座標

- 坂出駅北緯34度18分47秒 東経133度51分18秒 / 北緯34.312947度 東経133.855005度
- 讃岐飯野駅北緯34度16分00秒 東経133度50分01秒 / 北緯34.266729度 東経133.833665度
- 琴急琴平駅北緯34度11分25秒 東経133度49分05秒 / 北緯34.190268度 東経133.817946度

## 接続路線
休線時（1944年1月時点）
- 坂出駅：国鉄予讃本線（坂出駅）・琴平参宮電鉄坂出線（坂出駅前駅）
- 琴急琴平駅：国鉄土讃線（琴平駅）・高松琴平電気鉄道琴平線（琴電琴平駅）・琴平参宮電鉄琴平線（琴参琴平駅）

## 輸送・収支実績
| 年度 | 乗客（人） | 営業収入（円） | 営業費（円） | 益金（円） | その他益金（円） | その他損金（円） | 支払利子（円） | 政府補助金（円） |
| ---- | ---------- | -------------- | ------------ | ---------- | ---------------- | ---------------- | -------------- | ---------------- |
| 1930 | 293,906    | 40,039         | 46,613       | ▲6,574     | 減資差益金40,135 |                  | 17,080         |                  |
| 1931 | 472,787    | 53,544         | 82,909       | ▲29,365    |                  |                  | 48,039         |                  |
| 1932 | 453,468    | 48,646         | 71,974       | ▲23,328    |                  | 雑損1,000        | 49,024         | 17,060           |
| 1933 | 535,454    | 51,748         | 73,242       | ▲21,494    | 減資差益金93,989 | 雑損823          | 48,341         | 38,317           |
| 1934 | 534,346    | 50,486         | 78,233       | ▲27,747    |                  | 雑損931          | 43,022         | 66,946           |
| 1935 | 570,246    | 54,703         | 83,658       | ▲28,955    |                  | 雑損5,469        | 40,400         | 66,874           |
| 1936 | 555,695    | 52,912         | 81,432       | ▲28,520    |                  | 雑損1,645        | 37,765         | 67,067           |
| 1937 | 637,592    | 63,948         | 79,368       | ▲15,420    |                  | 雑損6償却金9,586 | 34,992         | 60,224           |
| 1939 | 744,972    | 73,743         | 87,707       | ▲13,964    |                  | 償却金16,604     | 23,064         | 53,632           |
| 1941 | 867,576    |                |              |            |                  |                  |                |                  |

- 鉄道統計資料、鉄道統計各年度版

## 車両
- デ1形
開業に際してデ1 - 3・5 - 7の6両が1929年（昭和4年）に日本車輌製造で新製された。この6両が唯一の旅客車両であり、営業休止まで使用された後、1944年（昭和19年）3月に全車名古屋鉄道へ譲渡されている。

その他、詳細不明ながら電動貨車を1両保有していた。

## 主な廃線跡
丸亀市川西町北にあった川西駅はJA川西支店付近にホーム部分であるコンクリート部分だけが長年田畑と雑草に囲まれた状態で遺っていたが、2009年（平成21年）に撤去された。
高松琴平電気鉄道琴平線は榎井 - 琴電琴平間で土讃線をアンダークロスするが、その北側に琴平急行電鉄が琴平線と並んで土讃線をくぐっていたガード跡が残っている。
坂出インター西を流れる大束川（だいそくがわ）付近に、橋台と築堤跡が残る。